# Marie Vernier
Marie Vernier, eller Venier, född före år 1590, död efter år 1627, var en fransk skådespelare och teaterdirektör. Hon är den första namngivna kvinnliga skådespelaren och teaterdirektören i Frankrikes historia. 
Hon var gift med skådespelaren Valleran-Lecomte (död efter år 1615), som från cirka 1592 ledde ett teatersällskap där hon var den kvinnliga stjärnan. Sällskapet uppträdde i Hôtel de Bourgogne i Paris och turnerade i bland annat de Spanska Nederländerna. 
Det första bekräftade uppträdandet av kvinnor på scen i Frankrike var några icke namngivna italienska skådespelerskor år 1548, men Marie Vernier är den första franska yrkesskådespelerska i Paris vars namn är känt och vars karriär man har kunskap om. Det finns dock ett annat tidigare kvinnligt skådespelarnamn, Marie Ferré, vars namn finns på ett kontrakt för ett kringresande teatersällskap år 1545. 
Marie Verniers första dokumenterade framträdande i Paris skedde år 1604. Hon gjorde sig framför allt känd inom tragedin. Teatern var Frankrikes första teater och den första med en skola för teaterelever, och hon ledde den tillsammans med maken. Få andra franska skådespelerskor är kända från samma tidsepok, bland dem Rachel Trepau, som var aktiv på 1610-talet, och Isabel Legendre, som 1617-1618 uppträdde som medlem av sin och sin makes gemensamma teatertrupp i Frankrike och Spanska Nederländerna.  
Hon omtalas för sista gången år 1627.       